# Хрущёво (Сасовский район)
Хрущёво — деревня в Сасовском районе Рязанской области России. Входит в состав Агломазовского сельского поселения.

## Географическое положение
Деревня находится в южной части Сасовского района, в 29 км к югу от райцентра на реке Цне.
Ближайшие населённые пункты:

— Ернеево — примыкает с юго-востока;

— Теньсюпино — примыкает с запада.
Ближайшая железнодорожная станция Сасово в 29 км к северу по асфальтированной дороге.

## Природа

#### Климат
Климат умеренно континентальный с умеренно жарким летом (средняя температура июля +19 °С) и относительно холодной зимой (средняя температура января −11 °С). Осадков выпадает около 600 мм в год.

## История
С 2004 г. и до настоящего времени деревня Хрущёво входит в состав Агломазовского сельского поселения.
До этого момента входила в Агломазовский сельский округ.

## Население
| 1984 | 2010 |
| ---- | ---- |
| 60   | ↘23  |

## Инфраструктура

#### Инженерная инфраструктура
Электроэнергию село получает по тупиковой ЛЭП 10 кВ от подстанции 110/35/10 кВ "Теньсюпино".